# Exaucé-Blaise Nzau-Mavinga
Exaucé-Blaise Nzau-Mavinga (2 augustus 2002) is een Belgisch voetballer die sinds 2022 onder contract ligt bij Mandel United.

## Clubcarrière
Nzau-Mavinga ruilde de jeugdopleiding van KAA Gent in 2020 voor die van Excel Moeskroen. Op 17 april 2022 maakte hij zijn profdebuut in het shirt van de Henegouwers: op de slotspeeldag van het seizoen 2021/22 in 1B Pro League gunde trainer José Jeunechamps hem een basisplaats tegen Waasland-Beveren. Kort na het uur haalde Jeunechamps hem naar de kant voor Virgiliu Postolachi. Het werd meteen ook zijn laatste officiële wedstrijd voor de club, want een maand later viel het doek over de club.
Na een paar maanden zonder club te hebben gezeten, tekende Nzau-Mavinga in oktober 2022 bij Mandel United.

## Clubstatistieken
| Seizoen         | Club                  | Land            | Competitie       | Competitie | Competitie | Beker | Beker | Supercup | Supercup | Europees | Europees | Totaal | Totaal |
| Seizoen         | Club                  | Land            | Competitie       | Wed.       | Dlp.       | Wed.  | Dlp.  | Wed.     | Dlp.     | Wed.     | Dlp.     | Wed.   | Dlp.   |
| --------------- | --------------------- | --------------- | ---------------- | ---------- | ---------- | ----- | ----- | -------- | -------- | -------- | -------- | ------ | ------ |
| 2021/22         | Royal Excel Moeskroen | Vlag van België | Eerste klasse B  | 1          | 0          | 0     | 0     | —        | —        | —        | —        | 1      | 0      |
| 2022/23         | Mandel United         | Vlag van België | Eerste nationale | 7          | 1          | 0     | 0     | —        | —        | —        | —        | 7      | 1      |
| Carrière totaal | Carrière totaal       | Carrière totaal | Carrière totaal  | 8          | 1          | 0     | 0     | 0        | 0        | 0        | 0        | 8      | 1      |

Bijgewerkt op 16 december 2022.